# Retro Studios
Retro Studios est un studio de développement de jeux vidéo américain appartenant à Nintendo et basé à Austin au Texas. Il a été fondé par Jeff Spangenberg (créateur de la série Turok) en 1998. Il est dirigé par Michael Kelbaugh.

## Historique

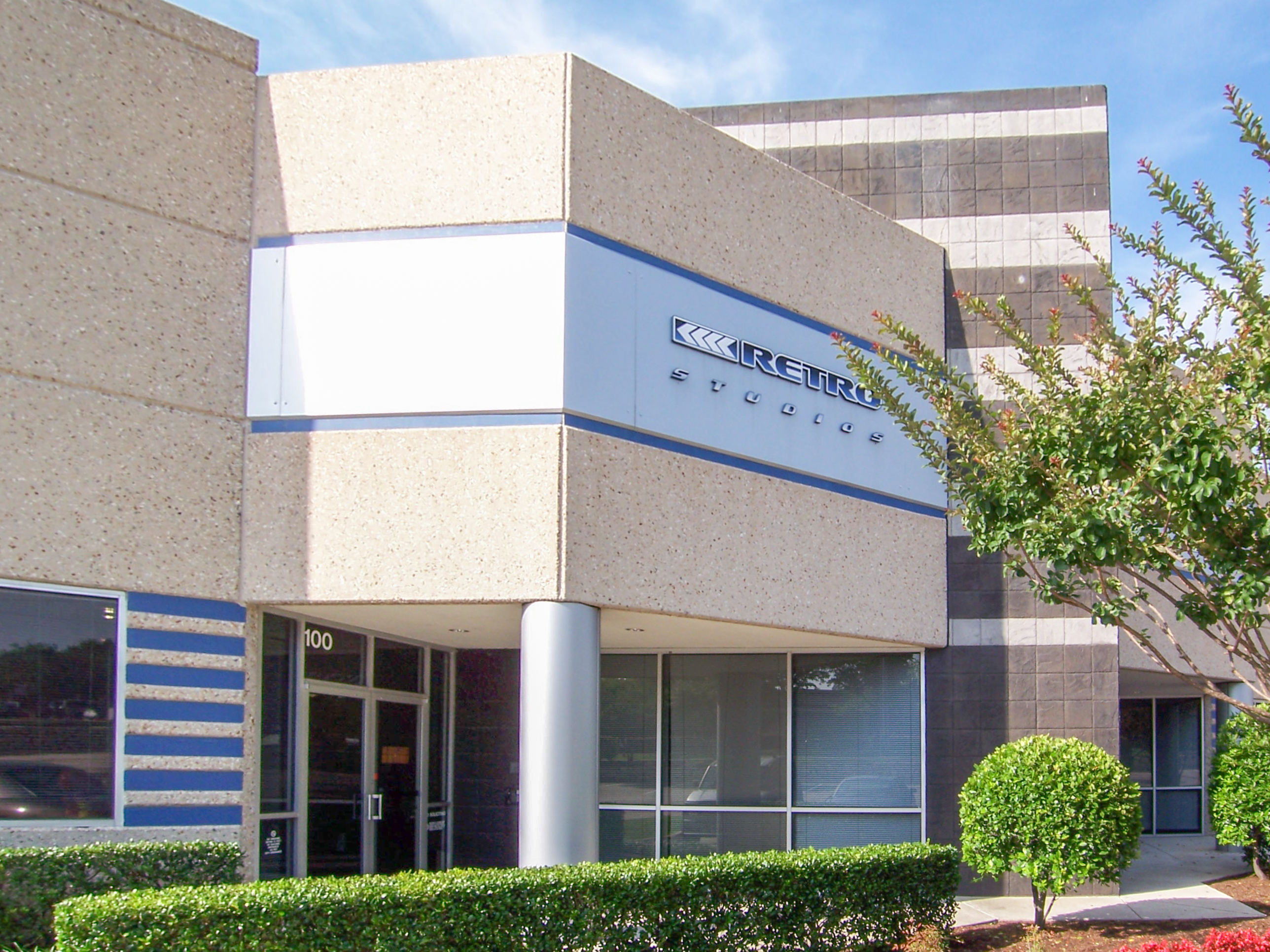
Bureaux de Retro Studios (14 juin 2007).

Retro Studios a été fondé en 1998 dans le but de développer des jeux pour la future console de Nintendo, la Dolphin (nom de code de la GameCube). Le studio commence à développer quatre jeux inédits jusqu'à ce que Nintendo ne lui demande, début 2000, de geler ses projets pour développer un nouveau Metroid. Ainsi, le premier gros projet de Retro Studios est Metroid Prime, considéré comme l'un des meilleurs jeux sortis sur GameCube. En 2002, Nintendo achète la participation majoritaire de Jeff Spangenberg dans la société, en achetant ses 55 millions d'actions pour 1 million de dollars et en devenant l'actionnaire majoritaire de la société, quelques mois avant la sortie de Metroid Prime,. À partir de cette date, Retro Studios devient une filiale de Nintendo. En 2003, Michael Kelbaugh est nommé président de Retro Studios. En 2004, Retro Studios sort la suite de Metroid Prime : Metroid Prime 2: Echoes, qui obtient comme son prédécesseur un franc succès critique et commercial bien que dans une moindre mesure.

Metroid Prime 3: Corruption, premier jeu du développeur pour la nouvelle console de Nintendo, la Wii, est lui aussi acclamé.

Fiers du succès de ces trois jeux, Nintendo et Retro Studios lancent le 4 septembre 2009 en Europe, le 24 août 2009 en Amérique du Nord et le 15 octobre 2009 en Australie une compilation nommée Metroid Prime: Trilogy, regroupant les trois jeux de la franchise Metroid Prime.
En 2010, Retro Studios se lance un nouveau défi, et semble en avoir fini avec la saga Metroid Prime. Lors de l'E3 2010, Nintendo annonce un projet inédit. Retro Studios remet au goût du jour la série Donkey Kong, avec un volet inédit intitulé Donkey Kong Country Returns, en 2,5D, de la saga Donkey Kong Country (débutée sur SNES par Rareware). La présentation du jeu est un franc succès, et sa sortie est programmée en France pour le 3 décembre de la même année. Le succès critique est encore au rendez-vous, puisque la presse spécialisée en parle comme d'un très grand jeu de plate-forme. La même année, le studio est appelé en renfort par Nintendo EAD pour participer au développement de Mario Kart 7.
En 2012, il est annoncé que Retro Studios travaille sur un jeu destiné à la Wii U. Le projet est dévoilé lors de l'E3 2013, Nintendo annonçant dans une conférence Nintendo Direct le lancement du deuxième opus de la série : Donkey Kong Country: Tropical Freeze. Quelques semaines plus tard, on apprend que Retro Studios a fait appel à David Wise, célèbre compositeur des volets Super Nintendo, pour faire les musiques du jeu. Tropical Freeze sort le 21 février 2014 en France, et est aujourd'hui le dernier jeu en date du studio.
En mai 2018, Kotaku annonce qu'un jeu en développement aurait été annulé après un développement difficile. En 2025, des fuites laissent penser que ce jeu était une nouvelle licence nommé Harmony dont l'abandon aurait causé des difficultés budgétaires importantes pour le studio.
Le 25 janvier 2019, Shinya Takahashi, cadre de Nintendo, annonce que Retro Studio reprend le développement de Metroid Prime 4 depuis le début.

## Jeux développés
| Titre                                 | Genre(s)                     | Plate(s)-forme(s) | Année | Producteur(s)                                | Réalisateur(s) |
| ------------------------------------- | ---------------------------- | ----------------- | ----- | -------------------------------------------- | -------------- |
| Metroid Prime                         | Action-aventure              | GameCube          | 2002  | Shigeru Miyamoto                             | Mark Pacini    |
| Metroid Prime 2: Echoes               | Action-aventure              | GameCube          | 2004  | Kensuke Tanabe                               | Mark Pacini    |
| Metroid Prime 3: Corruption           | Action-aventure              | Wii               | 2007  | Kensuke Tanabe                               | Mark Pacini    |
| Metroid Prime: Trilogy                | Compilation, Action-aventure | Wii               | 2009  | Kensuke Tanabe                               | Mark Pacini    |
| Donkey Kong Country Returns           | Plates-formes                | Wii               | 2010  | Kensuke Tanabe                               | Bryan Walker   |
| Mario Kart 7                          | Course                       | Nintendo 3DS      | 2011  | Hideki Konno                                 | Kosuke Yabuki  |
| Donkey Kong Country Returns 3D,       | Plates-formes                | Nintendo 3DS      | 2013  | Kensuke Tanabe                               | Vince Joly     |
| Donkey Kong Country: Tropical Freeze, | Plates-formes                | Wii U             | 2014  | Kensuke Tanabe                               | Ryan Harris    |
| Metroid Prime Remastered              | Action-aventure              | Nintendo Switch   | 2023  | Marisa Palumbo Alex Chatfield Kensuke Tanabe | Dylan Jobe     |
| Metroid Prime 4: Beyond               | Action-aventure              | Nintendo Switch   | 2025  | Kensuke Tanabe                               | NC             |

Notes
1. ↑  Développement en collaboration avec Nintendo EAD Group No. 1[9].
2. ↑  Développement en collaboration avec Monster Games. Retro Studios a assisté le studio pour le portage du jeu de la Wii à la Nintendo 3DS.
3. ↑  Développement en collaboration avec Monster Games.

1. 1 2 3 4 5 6 7  Coproduction Nintendo SPD Group No. 3.

### Projets abandonnés
- Action Adventure (annulé en faveur de Metroid Prime)
- Car Combat: Thunder Rally (jeu de course annulé en faveur de Metroid Prime)
- NFL Retro Football (jeu de football américain annulé en faveur de Metroid Prime)
- Raven Blade  (jeu d'aventure annulé en faveur de Metroid Prime)
- Harmony (jeu d'action-aventure musical annulé en 2017 ou 2018)[8]
- Metroid Prime Trilogy Remastered (annulé pour se concentrer sur le remaster du premier Metroid Prime à la suite de l'annulation d'Harmony)[10]